# Kościół św. Jana Nepomucena w Fajsławicach
Kościół św. Jana Nepomucena – rzymskokatolicki kościół parafialny należący do parafii pod tym samym wezwaniem (dekanat Piaski archidiecezji lubelskiej).
Jest to świątynia ufundowana przez Wojciecha Saryusza Bielskiego i jego małżonkę Franciszkę (właścicieli dóbr Fajsławice), wybudowana w latach 1791−1795 według projektu Joachima Hempla. Oryginalnie była pokryta gontem. W 1913 roku była planowana jej rozbudowa według projektu Józefa Piusa Dziekońskiego, przeszkodziła w tym I wojna światowa. Podczas jej trwania wybuchł pożar, który zniszczył dach, kopułę, sklepienie oraz wyposażenie wnętrza. W trakcie odbudowy świątyni w latach 1916−1920 postanowiono przywrócić jej poprzedni kształt.
Budowla jest zwrócona prezbiterium w stronę północno-wschodnią. Jest to świątynia murowana, wzniesiona z kamienia i cegły oraz otynkowana. Składa się z jednej nawy, posiada plan wydłużonego prostokąta ze ściętymi narożnikami od strony północnej i wschodniej, z niewyodrębnionym prezbiterium. Po jego bokach są umieszczone dwie symetrycznie położone zakrystie wtapiające się w bryłę budowli.
Fasada reprezentuje styl późnobarokowy, jest trójdzielna (rozczłonkowana pilastrami i parami półkolumn) i posiada dwie kondygnacje (kondygnacje są oddzielone od siebie wyłamującym się belkowaniem). Na środku, nad zamkniętym koszowo otworem wejściowym, znajduje się płytka wnęka z zaokrąglonymi w górnej części i profilowanymi rogami. W niej jest umieszczony namalowany bezpośrednio na ścianie wizerunek Matki Bożej Częstochowskiej. W polach bocznych dolnej kondygnacji fasady, na wysokości otworu wejściowego, są umieszczone płytkie wnęki arkadowe, natomiast w górnej kondygnacji − nisze, w których znajdują się kamienne figury św. Piotra i św. Pawła, ograniczone od dołu wąskim gzymsem. Szczyt, posiadający spływy i wazony po bokach, ujęty jest parami półkolumn jońskich, trzymających wyłamujące się półkoliście belkowanie i schodkowe zwieńczenie. Między półkolumnami jest umieszczona płytka, arkadowa wnęka, w której znajduje się malowidło ścienne przedstawiające ukrzyżowanego Chrystusa i klęczącego u jego stóp św. Jana Nepomucena.

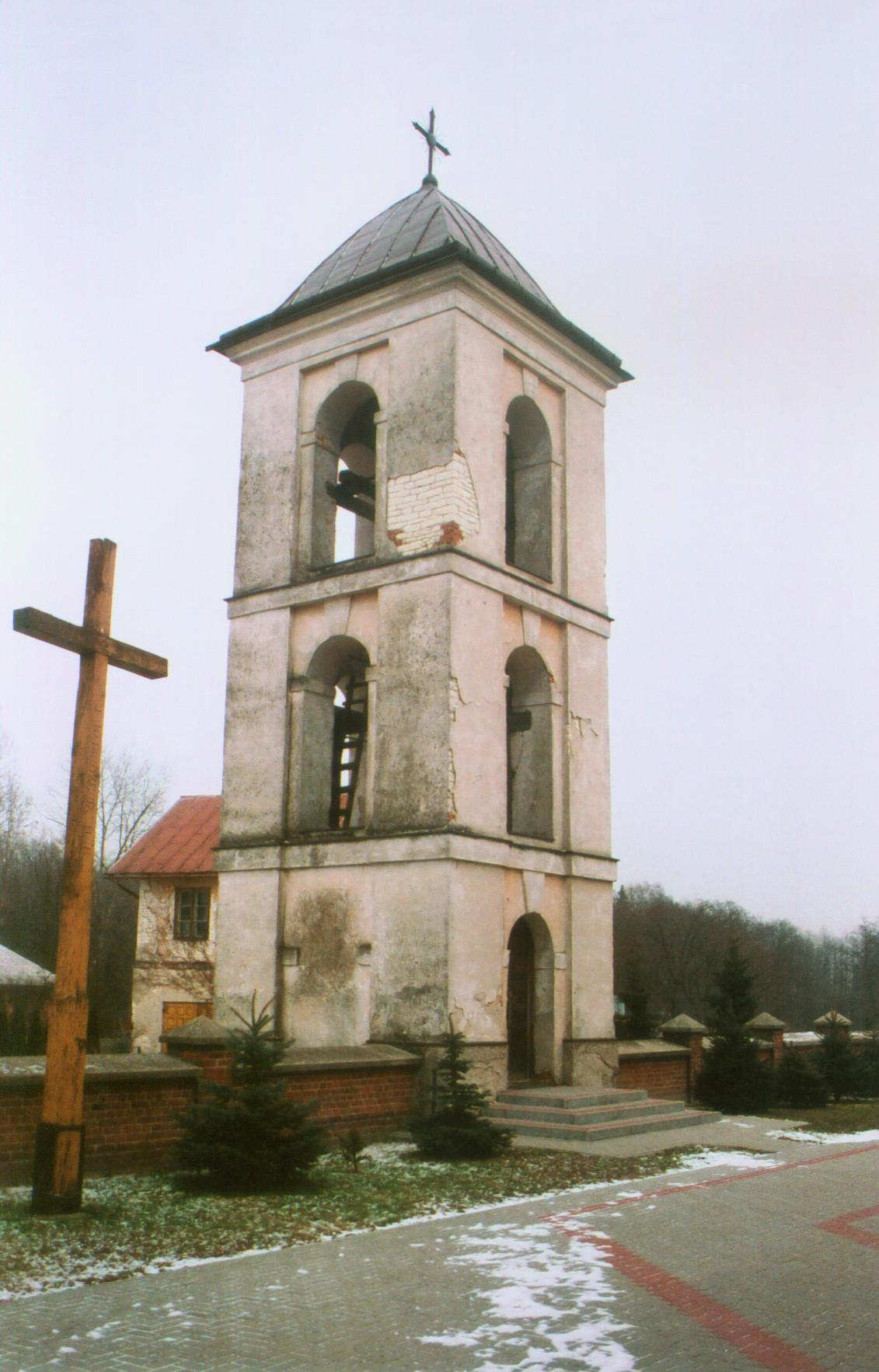
Dzwonnica

Wnętrze zostało całkowicie przebudowane, nakrywają je stropy. Ozdabiają je stylizowane pilastry (zakończone od góry gzymsem), które są wypełnieniem pól między wnękami okiennymi. Wystrój wnętrza również w zdecydowanej większości pochodzi z czasów odbudowy po I wojnie światowej.
W stanie niezmienionym zachowała się murowana część kościoła z kamienia i cegły na rzucie wydłużonego prostokąta, ze ściętymi narożnikami od strony prezbiterium. Po bokach znajdują się symetrycznie rozmieszczone zakrystie wtopione w bryłę kościoła, z których jedna stanowi pomieszczenie służące do przechowywania szat i naczyń liturgicznych, druga nazywana jest skarbcem, co nie pokrywa się z jej przeznaczeniem. Kościół-prezbiterium zwrócony jest w kierunku północno-wschodnim, a fasada w kierunku południowo-zachodnim.
Wnętrze ozdobione jest stylizowanymi pilastrami zakończonymi od góry gzymsem. Na wystrój wnętrza składają się: ołtarz główny z zaprawy wapniowo-piaskowej w stylu neorenesansowym i cztery ołtarze boczne również neorenesansowe datowane na 1917 rok. Organy XVIII-wieczne z zachowanymi szczątkowymi, późnobarokowymi zdobieniami, zostały przebudowane w wieku XX. Kościół z zewnątrz jest otynkowany, kryty dachem dwuspadowym z blachy. Odnowienie wnętrza, wymianę pokrycia dachowego, wymianę uszkodzonych rynien odprowadzających wodę z dachu, odnawianie elewacji zewnętrznych – przeprowadzono w latach osiemdziesiątych staraniem ówczesnego proboszcza ks. kanonika Franciszka Haładyja.